# Park Narodowy Jasper
Park Narodowy Jasper (ang. Jasper National Park, fr. Parc national Jasper) – park narodowy położony w południowo-zachodniej części prowincji Alberta, w Kanadzie. Park został utworzony w 1907 na powierzchni 10878 km², a jego nazwa pochodzi od nazwiska właściciela punktu skupu skór i futer Jaspera Howesa. Obszar parku zbudowany jest ze skał osadowych pochodzenia morskiego, silnie sfałdowanych i pchniętych podczas ruchów górotwórczych. Występują znaczące przeobrażenia rzeźby przez plejstoceńskie lodowce górskie: powstanie klasycznych dolin U-kształtnych, licznych zagłębień karowych, wypełnionych później wodami jeziornymi.

## Położenie
Park obejmuje wschodnie stoki Gór Skalistych poczynając od masywu Mt. Columbia (3747 m; najwyższy szczyt Parku) na południowym wschodzie aż poza Mount Robson (3954 m, już poza granicami parku) na północnym zachodzie. Zachodnia granica biegnie wzdłuż granicy pomiędzy prowincjami Alberta i Kolumbia Brytyjska. Prawie cały obszar Parku leży w dorzeczu górnego biegu rzeki Athabasca. 
W centrum Parku leży miejscowość Jasper, przez którą biegną szosa i linia kolejowa z Edmonton w Albercie do Prince George w Kolumbii Brytyjskiej. Główny grzbiet Gór Skalistych (i kontynentalny dział wodny) pokonują one na przełęczy Yellowhead (1131 m) przy zachodniej granicy parku. Z Jasper na południowy wschód przez Park biegnie szosa Banff-Jasper Highway, opuszczająca jego teren na przełęczy Sunwapta (2034 m), za którą leży sąsiedni Park Narodowy Banff.

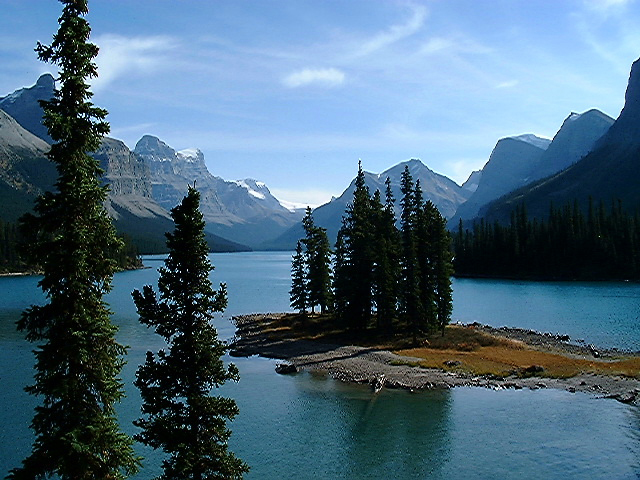
Wyspa Spirit Island na jeziorze Maligne Lake

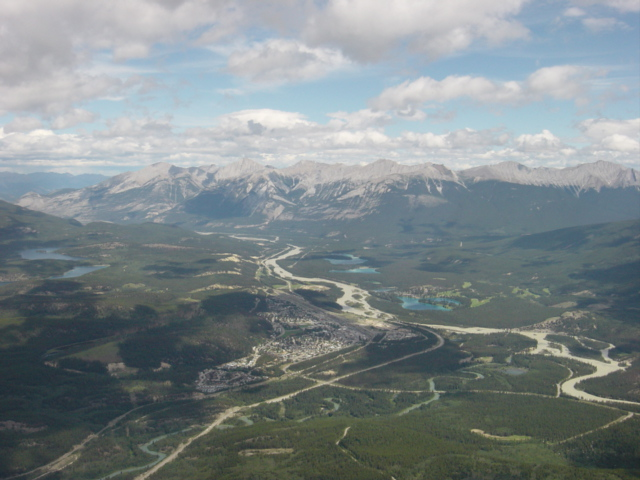

## Flora
Teren ten porośnięty jest borealnymi lasami iglastymi oraz alpejskimi zbiorowiskami roślin wrzosowatych.

## Fauna
W Parku Jasper żyją następujące duże drapieżniki: niedźwiedzie grizli (szare), wilki, baribale, rysie, rosomaki i kojoty. Wśród innych dużych ssaków należy wymienić łosie, karibu, jelenie wapiti, mulaki czarnoogonowe, kozły śnieżne oraz owce kanadyjskie i jukońskie. Z mniejszych ssaków żyją tu skunksy, świstaki, bobry, królaki, szczekuszki amerykańskie, piżmaki i in.
Na terenie parku występuje około 260 gatunków ptaków, w tym pardwa i orzeł przedni.

## Ciekawostki
W 1954 r. na terenie parku kręcone były plenerowe sceny westernu pt. Daleki kraj w reżyserii Anthony'ego Manna. Scena zejścia lawiny została sfilmowana w rejonie lodowca Athabasca.